# Osborn (Maine)
Osborn ist eine Town im Hancock County des Bundesstaates Maine in den Vereinigten Staaten. Im Jahr 2020 lebten dort 65 Einwohner in 98 Haushalten auf einer Fläche von 98,52 km².

## Geografie
Nach dem United States Census Bureau hat Osborn eine Gesamtfläche von 98,52 km², von denen 91,17 km² Land sind und 7,36 km² aus Gewässern bestehen.

### Geografische Lage
Osborn liegt zentral im Hancock County. Ein Zweig des Union Rivers fließt in südlicher Richtung durch die Town. Auf dem Gebiet der Town befindet sich im Südwesten der Spectacle Pond. Die Oberfläche ist eher eben und die höchste Erhebung ist der 198 m hohe Birch Hill.

### Nachbargemeinden
Alle Entfernungen sind als Luftlinien zwischen den offiziellen Koordinaten der Orte aus der Volkszählung 2010 angegeben.
- Norden: Aurora, 4,1 km
- Osten: East Hancock, Unorganized Territory, 12,6 km
- Süden: Eastbrook, 4,5 km
- Südwesten: Waltham, 9,2 km
- Westen: Mariaville, 15,8 km
- Nordwesten: Amherst, 17,6 km

### Stadtgliederung
In Osborn gibt nur ein Siedlungsgebiet: Dog Corners.

### Klima
Die mittlere Durchschnittstemperatur in Osborn liegt zwischen −7,2 °C (19° Fahrenheit) im Januar und 20,6 °C (69° Fahrenheit) im Juli. Damit ist der Ort gegenüber dem langjährigen Mittel der USA um etwa 6 Grad kühler. Die Schneefälle zwischen Oktober und Mai liegen mit bis zu zweieinhalb Metern mehr als doppelt so hoch wie die mittlere Schneehöhe in den USA; die tägliche Sonnenscheindauer liegt am unteren Rand des Wertespektrums der USA.

## Geschichte
Osborn wurde als Plantation No. 21 am 23. Oktober 1840 organisiert, um den Bewohnern das Wahlrecht zu ermöglichen. Dies wurde durch die Regierung im Jahr 1895 bestätigt. Der Name wurde am 4. April 1923 in Osborn Plantation geändert. Zuvor trug das Gebiet die Bezeichnung Township  No. 21 Middle Division, Bingham’s Penobscot Purchase (T21 MD BPP).
Als Town wurde Osborn am 11. Februar 1976 organisiert.

### Einwohnerentwicklung
| Volkszählungsergebnisse – Town of Osborn, Maine | Volkszählungsergebnisse – Town of Osborn, Maine | Volkszählungsergebnisse – Town of Osborn, Maine | Volkszählungsergebnisse – Town of Osborn, Maine | Volkszählungsergebnisse – Town of Osborn, Maine | Volkszählungsergebnisse – Town of Osborn, Maine | Volkszählungsergebnisse – Town of Osborn, Maine | Volkszählungsergebnisse – Town of Osborn, Maine | Volkszählungsergebnisse – Town of Osborn, Maine | Volkszählungsergebnisse – Town of Osborn, Maine | Volkszählungsergebnisse – Town of Osborn, Maine |
| Jahr                                            | 1900                                            | 1910                                            | 1920                                            | 1930                                            | 1940                                            | 1950                                            | 1960                                            | 1970                                            | 1980                                            | 1990                                            |
| ----------------------------------------------- | ----------------------------------------------- | ----------------------------------------------- | ----------------------------------------------- | ----------------------------------------------- | ----------------------------------------------- | ----------------------------------------------- | ----------------------------------------------- | ----------------------------------------------- | ----------------------------------------------- | ----------------------------------------------- |
| Einwohner                                       |                                                 |                                                 |                                                 | 34                                              | 40                                              | 49                                              | 36                                              | 33                                              | 47                                              | 72                                              |
| Jahr                                            | 2000                                            | 2010                                            | 2020                                            | 2030                                            | 2040                                            | 2050                                            | 2060                                            | 2070                                            | 2080                                            | 2090                                            |
| Einwohner                                       | 69                                              | 67                                              | 65                                              |                                                 |                                                 |                                                 |                                                 |                                                 |                                                 |                                                 |

## Wirtschaft und Infrastruktur

### Verkehr
Die Maine State Route 9 verläuft in westöstlicher Richtung entlang der nördlichen Grenze von Osborn. Von ihr zweigt die Maine State Route 179 in südlicher Richtung ab.

### Öffentliche Einrichtungen
Es gibt keine medizinischen Einrichtungen oder Krankenhäuser in Osborn. Die nächstgelegenen befinden sich in Beddington oder Orono.
Die Bibliothek für Osborn und die umliegenden Gemeinden befindet sich in der Airline Community School in Aurora.

### Bildung
Osborn gehört mit Aurora, Amherst, Dedham, Great Pont und Orrington zum CSD #8.
Im Schulbezirk werden folgende Schulen angeboten:
- Airline Community School in Aurora, mit Schulklassen vom Pre-Kindergarten bis 8. Schuljahr
- Center Drive School in Orrington, bis Klasse 8
- Dedham School in Dedham, mit Schulklassen vom Pre-Kindergarten bis 8. Schuljahr